# E-študent
E-študent je spletni študijski informacijski sistem Univerze v Ljubljani.  
Je pa tudi stran v obliki wikipedije kjer se najde razno študijsko gradivo, katerega objavljajo študenti.